# Rick Story
Rick Thomas Story (født 28. august 1984 Tacoma, Washington i USA), er en amerikansk MMA-udøver som konkurrerer i organisationen Ultimate Fighting Championship (UFC). Han er i Danmark mest kendt for sin hovedkamp mod Martin Kampmann på UFC 139 den 19. november 2011. Han tabte tabte kampen via split decision.
Han har blandt andet besejret store navne som Jake Ellenberger (2008), Johny Hendricks (2010), Thiago Alves (2011) og islandske Gunnar Nelson som han kæmpede hovedkamp mod på UFC Fight Night: Nelson vs. Story den 4. oktober 2014.
Han begyndte til brydning som 12 årig og har studeret sundhed på Southern Oregon University.